# Gresso
Gresso es una comuna suiza del cantón del Tesino, situada en el distrito de Locarno, círculo de Onsernone. Limita al norte y noreste con la comuna de Maggia, al sureste y sur con Onsernone, y al oeste con Vergeletto.